# 브레스트 요새

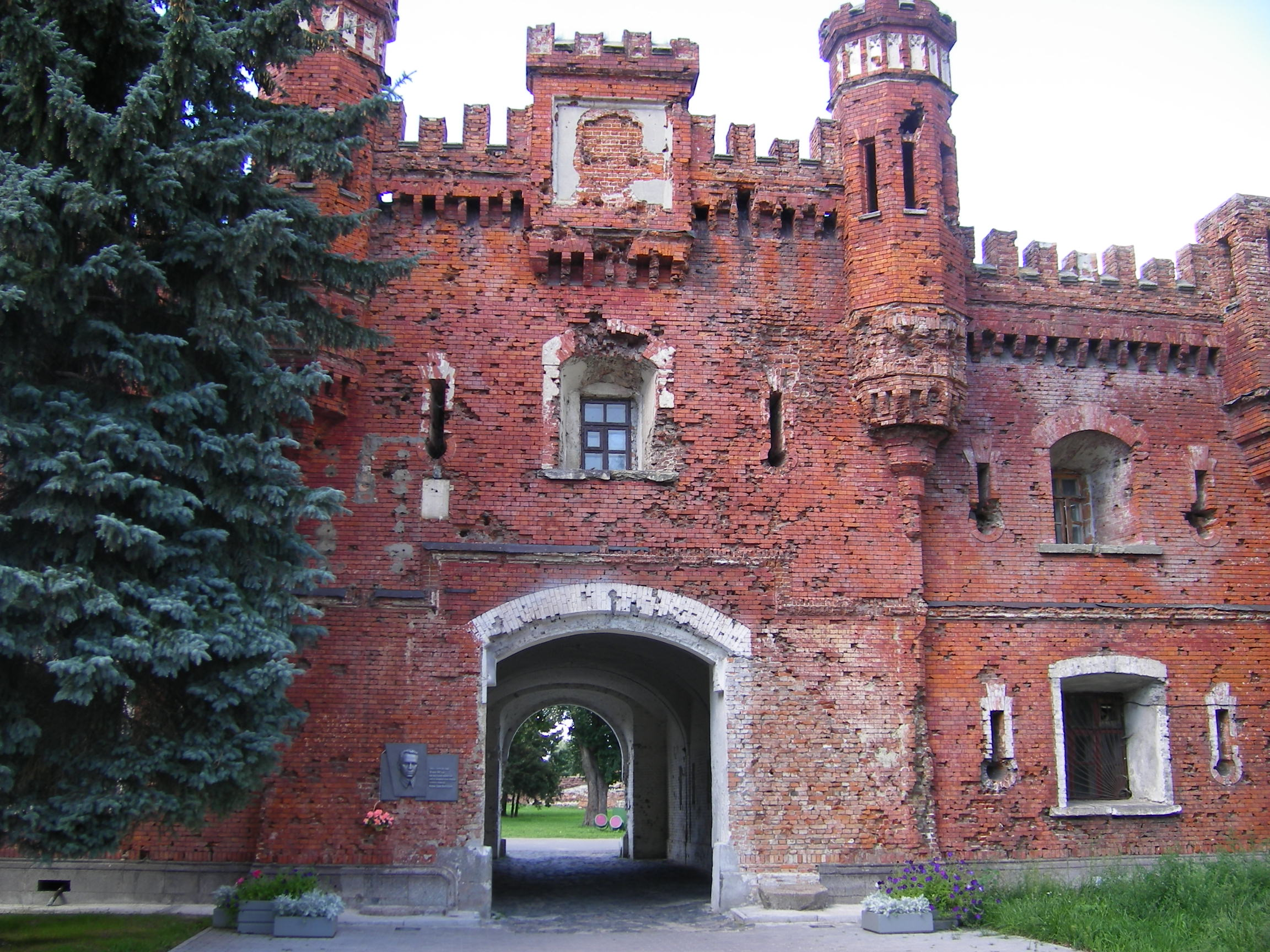
브레스트 요새

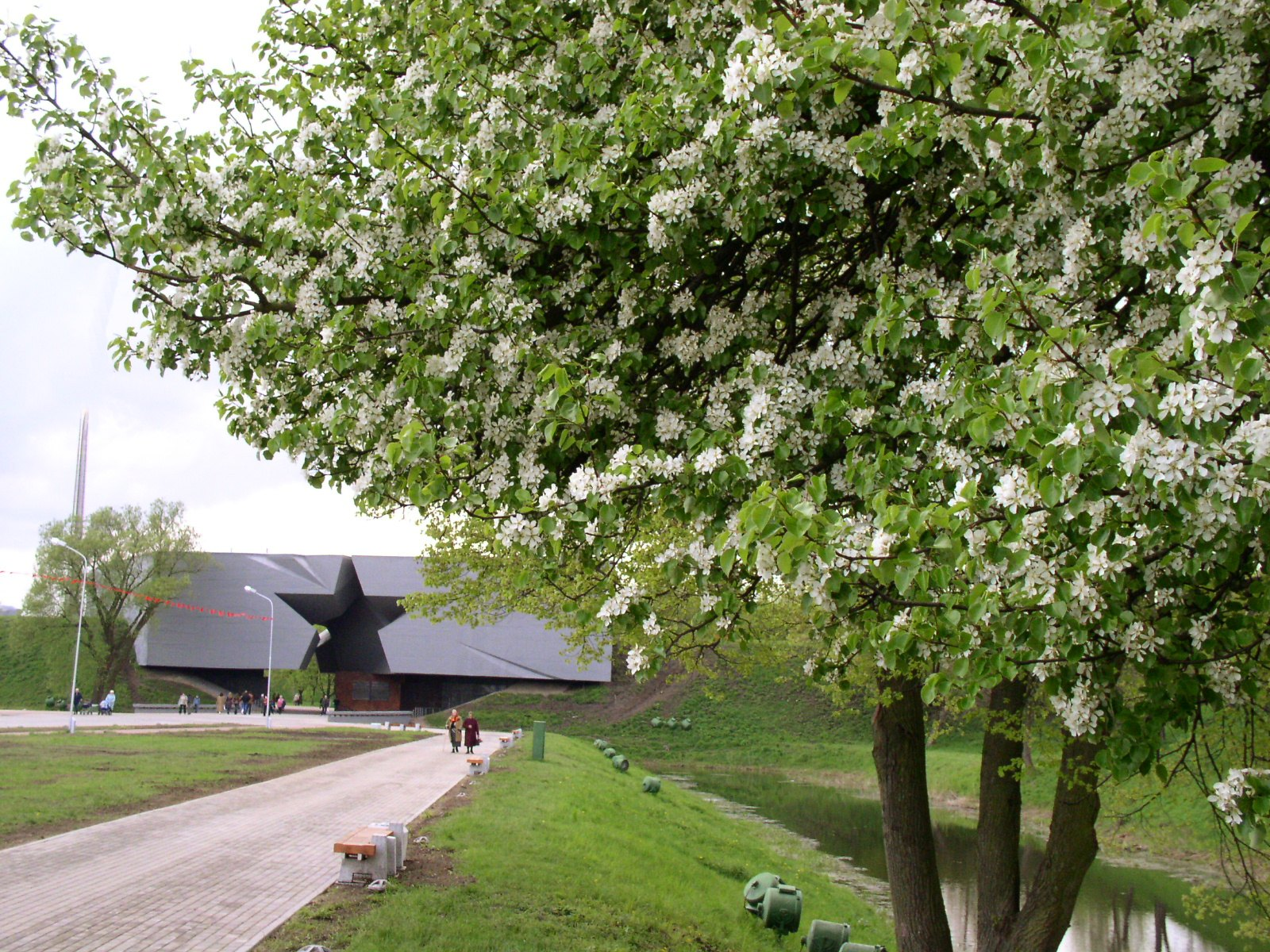
브레스트 요새 안에 설치된 전쟁 기념관 입구

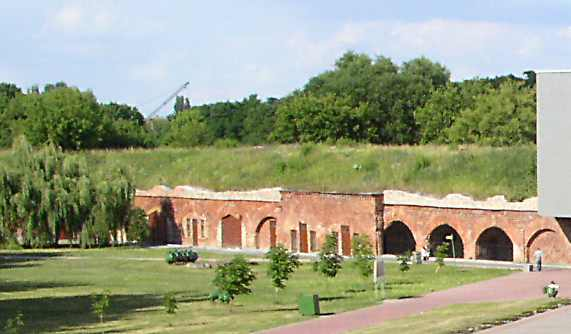
브레스트 요새의 성벽

브레스트 요새(벨라루스어: Брэсцкая крэпасць, 러시아어: Брестская крепость, 폴란드어: Twierdza brzeska)는 벨라루스 브레스트에 위치한 요새이다.
러시아 제국의 지배를 받고 있던 1836년 6월 1일부터 1842년 4월 26일까지 건설되었다. 요새 안에는 전체 면적이 4km2에 달하는 성채 3개가 들어서 있으며 전체 길이는 6.4km에 달한다. 제2차 세계 대전 당시에 소련군이 독일 국방군의 침공(바르바로사 작전)에 저항했던 브레스트 요새 방어전의 무대였던 곳이며 1965년 소련에 존재했던 12개의 영웅 도시와 동등한 칭호인 영웅 요새 칭호를 받았다.

## 같이 보기
- 브레스트 요새 방어전